# Megan Nick
Megan Nick, née le 9 juillet 1996 à Shelburne, est une skieuse acrobatique américaine spécialisée dans les épreuves de saut acrobatique.

## Biographie
Nick a fait ses débuts en Coupe Nor-Am à Park City en décembre 2013 et s'engage sur le circuit en coupe du monde en janvier 2017 à Lake Placid, où elle a terminé à la 23e place. Au cours de la saison 2019/20, elle a terminé dans le top dix lors des cinq apparitions en Coupe du monde. Elle a réalisé ses premiers podiums en Coupe du monde avec une deuxième place à Deer Valley Resort et à Almaty et une quatrième place à la Coupe du monde de sauts à la fin de la saison.
Parallèlement, Megan est diplômée de l'Université de l'Utah avec un diplôme de premier cycle en économie et poursuit part une maîtrise en politique et gestion de l'environnement.
En 2021, elle remporte ses premières épreuves avec une médaille d'or à Iaroslavl puis 15 jour après à Raubichi. Qualifié pour ses tous premiers jeux à Pékin en 2022, elle remporte le bronze derrière Xu Mengtao et Hanna Huskova, battant sa compatriote Ashley Caldwell médaillée d'or par équipe auparavant.

## Palmarès

### Jeux olympiques d'hiver
| Discipline/Édition | JO 2022 | JO 2022    |
| Discipline/Édition | Indiv.  | Par équipe |
| ------------------ | ------- | ---------- |
| Saut acrobatique   | Bronze  | NC         |

### Championnats du monde
- 2016/17 : 32e
- 2017/18 : 36e
- 2018/19 : 10e
- 2019/20 : 4e
- 2020/21 : 6e

### Coupe du monde
- 4 podiums dont 2 victoires.